# Championnat de France féminin de rugby à XV 2024-2025
Navigation
2023-2024 2025-2026
Le championnat de France féminin de rugby à XV 2024-2025 est la cinquante-quatrième édition de la compétition. Elle oppose les dix meilleures équipes de France, à la suite d'un resserrement de l'élite effectué à l'intersaison (deux équipes reléguées, pas de promotion).

## Format
Le championnat est composé d'une poule unique à dix équipes, où les participants se rencontrent en matchs aller-retour (18 journées). À l'issue de la phase régulière, les quatre équipes les mieux classées sont qualifiées pour les demi-finales. L'équipe classée dernière est reléguée en Élite 2.
Les équipes respectant la charte de l'arbitrage reçoivent une bonification de trois points au classement.

## Participants
Les équipes engagées dans la compétition sont les huit qualifiées pour les quarts de finale lors de l'édition précédente, ainsi que le Stade rennais et l'AC Bobigny 93 maintenus à l'issue de la phase de barrages pour le maintien.
Toutes les équipes participaient donc à la précédente édition, le Stade rochelais, champion d'Élite 2, ayant perdu son barrage d'accession.
| \| Blagnac SCR AC Bobigny 93 Stade bordelais FC Grenoble Stade villeneuvois Lyon OU Montpellier HR ASM Romagnat Stade rennais Stade toulousain \| Localisation des clubs (2024-2025). |
| Blagnac SCR AC Bobigny 93 Stade bordelais FC Grenoble Stade villeneuvois Lyon OU Montpellier HR ASM Romagnat Stade rennais Stade toulousain                                           |

| Club                               | Dernière montée | Classement en 2023-2024      | Entraîneur                      | Stade                                     |
| ---------------------------------- | --------------- | ---------------------------- | ------------------------------- | ----------------------------------------- |
| Blagnac SCR                        | 2009            | 2e (poule 2) demi-finaliste  | Nicolas Tranier                 | Stade Ernest-Argelès                      |
| AC Bobigny 93                      | 2012            | 5e (poule 1)                 | Clémence Gueucier               | Stade Henri-Wallon                        |
| Stade bordelais                    | 2018            | 1er (poule 1) champion       | François Ratier                 | Stade Sainte-Germaine Stade Chaban-Delmas |
| FC Grenoble                        | 2018            | 3e (poule 2) quart de finale | Léo Brissaud                    | Stade Lesdiguières                        |
| Lyon OU                            | 2019            | 4e (poule 2) quart de finale | Jean-Matthieu Alcalde           | Stade de Gerland                          |
| Montpellier HR                     | 2005            | 3e (poule 1) quart de finale | Armand Mardon                   | Stade Sabathé                             |
| Stade rennais                      | 2005            | 5e (poule 2)                 | Arnaud Le Berre                 | Stade du Commandant Bougouin              |
| ASM Romagnat                       | 2016            | 2e (poule 1) finaliste       | Fabrice Ribeyrolles             | Stade des Pérouses                        |
| Stade toulousain                   | 2015            | 1er (poule 2) demi-finaliste | Olivier Marin                   | Stade Ernest-Wallon                       |
| Stade villeneuvois Lille Métropole | 2011            | 4e (poule 1) quart de finale | Alexandra Pertus et Cyril Fouda | Stade Emmanuel-Thery                      |

## Retransmission
Pour cette nouvelle formule d'Élite 1, quelques matchs de la saison régulière sont retransmis par Canal+,. Ainsi, l'ASM Romagnat contre le Stade bordelais, le Lyon OU contre le Stade toulousain, le Stade toulousain contre le Montpellier RC, puis le Montpellier RC contre le Stade bordelais sont diffusés sur la chaine cryptée. La finale est également diffusée par France Télévisions.

## Classement et résultats

### Classement
| Rang | Club                  | J  | V  | N | D  | Bo | Bd | Pm  | Pe  | Diff | Pts |
| ---- | --------------------- | -- | -- | - | -- | -- | -- | --- | --- | ---- | --- |
| 1    | Stade bordelais (T)   | 18 | 16 | 0 | 2  | 10 | 0  | 646 | 237 | +409 | 77  |
| 2    | Blagnac SCR           | 18 | 15 | 0 | 3  | 5  | 1  | 424 | 324 | +100 | 69  |
| 3    | Stade toulousain      | 18 | 12 | 1 | 5  | 10 | 2  | 590 | 244 | +346 | 65  |
| 4    | ASM Romagnat          | 18 | 13 | 0 | 5  | 9  | 1  | 456 | 237 | +219 | 65  |
| 5    | FC Grenoble           | 18 | 10 | 1 | 7  | 4  | 1  | 350 | 366 | -16  | 47  |
| 6    | AC Bobigny 93         | 18 | 8  | 0 | 10 | 3  | 0  | 297 | 394 | -97  | 38  |
| 7    | Montpellier HR        | 18 | 6  | 0 | 12 | 4  | 5  | 352 | 449 | -97  | 36  |
| 8    | Lyon OU               | 18 | 5  | 0 | 13 | 1  | 5  | 241 | 445 | -204 | 29  |
| 9    | Stade villeneuvois LM | 18 | 2  | 0 | 16 | 0  | 3  | 204 | 564 | -360 | 14  |
| 10   | Stade rennais         | 18 | 2  | 0 | 16 | 0  | 3  | 213 | 513 | -300 | 14  |

|  | Demi-finale à domicile    |
|  | Demi-finale à l'extérieur |
|  | Relégué                   |
|  | T : tenant du titre 2024  |

### Résultats
| Résultats (▼dom., ►ext.) | BLA   | BOB   | BOR   | GRE   | LYO   | MON   | REN   | ROM   | TOU   | VIL   |
| Blagnac SCR              | —     | 33-10 | 8-41  | 24-13 | 23-20 | 31-25 | 23-18 | 13-10 | 25-21 | 36-16 |
| AC Bobigny 93            | 16-27 | —     | 12-24 | 24-10 | 32-5  | 18-12 | 15-27 | 11-19 | 22-7  | 18-13 |
| Stade bordelais          | 19-37 | 26-15 | —     | 40-10 | 8-17  | 52-17 | 47-5  | 34-10 | 33-20 | 68-0  |
| FC Grenoble              | 15-14 | 29-14 | 12-33 | —     | 8-5   | 38-17 | 24-21 | 8-32  | 15-15 | 20-18 |
| Lyon OU                  | 8-12  | 0-7   | 3-47  | 10-40 | —     | 24-17 | 17-10 | 0-36  | 3-41  | 47-5  |
| Montpellier HR           | 16-36 | 34-5  | 5-49  | 10-13 | 32-13 | —     | 31-20 | 10-15 | 3-11  | 41-12 |
| Stade rennais            | 15-25 | 17-25 | 15-45 | 14-26 | 5-14  | 14-24 | —     | 3-33  | 0-40  | 22-15 |
| ASM Romagnat             | 38-0  | 57-7  | 21-33 | 12-10 | 24-15 | 45-13 | 29-0  | —     | 20-38 | 35-23 |
| Stade toulousain         | 20-33 | 44-15 | 22-26 | 46-5  | 71-7  | 46-12 | 62-0  | 19-3  | —     | 45-5  |
| Stade villeneuvois LM    | 3-24  | 10-31 | 8-21  | 17-54 | 27-23 | 7-33  | 18-7  | 0-17  | 7-22  | —     |

- Victoire à domicile
- Match nul
- Victoire à l'extérieur

## Phase finale
|  | Demi-finales                       | Demi-finales                       |                 |    | Finale                             | Finale                             |
|  | Demi-finales                       | Demi-finales                       |                 |    | Finale                             | Finale                             |
|  |                                    |                                    |                 |    |                                    |                                    |
|  | 25 mai 2025, stade Sainte-Germaine | 25 mai 2025, stade Sainte-Germaine |                 |    | 31 mai 2025, stade Marcel-Michelin | 31 mai 2025, stade Marcel-Michelin |
|  | 25 mai 2025, stade Sainte-Germaine | 25 mai 2025, stade Sainte-Germaine |                 |    | 31 mai 2025, stade Marcel-Michelin | 31 mai 2025, stade Marcel-Michelin |
|  | Stade bordelais                    | 34                                 |                 |    | 31 mai 2025, stade Marcel-Michelin | 31 mai 2025, stade Marcel-Michelin |
|  | Stade bordelais                    | 34                                 |                 |    | 31 mai 2025, stade Marcel-Michelin | 31 mai 2025, stade Marcel-Michelin |
|  | ASM Romagnat                       | 18                                 |                 |    | 31 mai 2025, stade Marcel-Michelin | 31 mai 2025, stade Marcel-Michelin |
|  | ASM Romagnat                       | 18                                 | Stade bordelais | 32 |                                    |                                    |
|  | 25 mai 2025, stade Ernest-Argelès  |                                    | Stade bordelais | 32 |                                    |                                    |
|  |                                    | Stade toulousain                   | 24              |    |                                    |                                    |
|  | Blagnac SCR                        | Stade toulousain                   | 24              | 23 |                                    |                                    |
|  | Blagnac SCR                        |                                    |                 | 23 |                                    |                                    |
|  | Stade toulousain                   | 27                                 |                 |    |                                    |                                    |
|  | Stade toulousain                   | 27                                 |                 |    |                                    |                                    |

| Demi-finale 1 25 mai 2025 | Stade bordelais | 34 - 18 (3 - 8) | ASM Romagnat                                                                                  | Stade Sainte-Germaine, Le Bouscat Arbitre : Aurélie Groizeleau |
| Demi-finale 1 25 mai 2025 | Essai(s) : 4 Lavabre (41e), Grisez (45e, 75e, 79e) Transformation(s) : 4 Bourgeois (41e, 45e, 75e, 79e) Pénalité(s) : 2 Bourgeois (40e, 62e) Carton(s) jaune(s) : 2 Ibañez (12e), Lavabre (62e) | Rapport         | Essai(s) : 3 Perraudin (25e), Augusto (65e), Ben Malem (80e) Pénalité(s) : 1 Trémoulière (9e) | Stade Sainte-Germaine, Le Bouscat Arbitre : Aurélie Groizeleau |
| Demi-finale 1 25 mai 2025 | | Rapport         |                                                                                               | Stade Sainte-Germaine, Le Bouscat Arbitre : Aurélie Groizeleau |

| Demi-finale 2 25 mai 2025 | Blagnac SCR | 23 - 27 (10 - 24) | Stade toulousain | Stade Ernest-Argelès, Blagnac 2 200 spectateurs Arbitre : Hugues Samora |
| Demi-finale 2 25 mai 2025 | Essai(s) : 4 Pagès (12e), Dupouy (17e), Bigot (53e), Viarouge (79e) Transformation(s) : 1 Abadie (79e) Pénalité(s) : 1 Abadie (70e) Carton(s) jaune(s) : 1 | Rapport           | Essai(s) : 3 Arbey (3e), Argudo (10e), Murie (35e) Transformation(s) : 3 Queyroi (3e, 10e, 35e) Pénalité(s) : 2 Queyroi (28e, 74e) Carton(s) jaune(s) : 2 | Stade Ernest-Argelès, Blagnac 2 200 spectateurs Arbitre : Hugues Samora |
| Demi-finale 2 25 mai 2025 | | Rapport           | | Stade Ernest-Argelès, Blagnac 2 200 spectateurs Arbitre : Hugues Samora |

| Finale 31 mai 2025 | Stade bordelais | 32 - 24 (17 - 7) | Stade toulousain | Stade Marcel-Michelin, Clermont-Ferrand Arbitre : Bérénice Bralley Diffuseur : France 4, Canal+ 360 |
| Finale 31 mai 2025 | Essai(s) : 4 Fall-Raclot (10e), Deshayes (26e), Forteza (48e), Rousset (80e+4) Transformation(s) : 3 Bourgeois (10e, 26e, 48e) Pénalité(s) : 2 Bourgeois (7e, 55e) Carton(s) jaune(s) : 2 Grisez (60e), Forteza (65e) | Rapport          | Essai(s) : 4 Barrat (38e), Queyroi (64e), Arbey (66e), Murie (79e) Transformation(s) : 2 Queyroi (38e, 66e) Carton(s) jaune(s) : 1 Cros (47e) | Stade Marcel-Michelin, Clermont-Ferrand Arbitre : Bérénice Bralley Diffuseur : France 4, Canal+ 360 |
| Finale 31 mai 2025 | | Rapport          | | Stade Marcel-Michelin, Clermont-Ferrand Arbitre : Bérénice Bralley Diffuseur : France 4, Canal+ 360 |

| Stade bordelais · Titulaires · Morgane Bourgeois 15 · Marie Ibañez 14 · 60e à 70e Joanna Grisez 13 · Montserrat Amédée 12 · Louise Lavabre 11 · 59e Carla Arbez 10 · Justine Pelletier 9 · 65e à 75e Fabiola Forteza 8 · 50e Khoudedia Cissokho 7 · Julie Annery 6 · Madoussou Fall 5 · Adèle Besson 4 · 51e Assia Khalfaoui 3 · Orane Jambes 2 · 50e Annaëlle Deshayes 1 · Remplaçants · Marion Zdzioblo 16 · 51e Maïlys Borak 17 · Makarita Baleinadogo 18 · Jennifer Vander Elst 19 · 50e Elsa Peyras 20 · Margaux Ducès 21 · 59e Aubane Rousset 22 · 50e Yllana Brosseau 23 · Entraîneur · François Ratier |  |  |  | Stade toulousain · Titulaires · 15 Pauline Barrat · 14 Kelly Arbey · 13 Maëlle Filopon · 12 Amàlia Argudo · 11 Léa Murie · 10 Lina Queyroi · 9 Pauline Bourdon-Sansus · 8 Charlotte Escudero · 7 Isi Espuga · 6 Zoé Jean 42e · 5 Lou Roboam · 4 Maëlle Picut · 3 Zélie Reulet 42e 51e · 2 Elina Folituu · 1 Maïlys Dhia Traoré 45e · Remplaçants · 16 Morgane Deschamps · 17 Jennifer Cros 45e 47e à 57e · 18 Cloé Correa · 19 Chloé Tougne 42e 51e · 20 Océane Bordes · 21 Emma Pasin · 22 Alessia Philippe · 23 Maëlia Lapoujade 42e · Entraîneur · Olivier Marin |

## Statistiques individuelles
Les statistiques incluent la phase finale.

### Meilleurs réalisatrices
| Rang | Joueuse           | Club             | Points |
| ---- | ----------------- | ---------------- | ------ |
| 1    | Morgane Bourgeois | Stade bordelais  | 230    |
| 2    | Audrey Abadie     | Blagnac SCR      | 121    |
| 3    | Jessy Trémoulière | ASM Romagnat     | 111    |
| 4    | Lina Queyroi      | Stade toulousain | 91     |
| 5    | Anna Macipe       | Montpellier HR   | 86     |

### Meilleurs marqueuses
| Rang | Joueuse           | Club             | Essais |
| ---- | ----------------- | ---------------- | ------ |
| 1    | Salomé Perraudin  | ASM Romagnat     | 15     |
| 2    | Louise Lavabre    | Stade bordelais  | 12     |
| 2    | Léa Murie         | Stade toulousain | 12     |
| 4    | Morgane Bourgeois | Stade bordelais  | 11     |
| 4    | Anaïs Grando      | ASM Romagnat     | 11     |